# Volvo B58
Volvo B58 — шасси, на котором строили свои автобусы различные автопроизводители, выпускаемое шведским автопроизводителем Volvo Bussar в период с 1966 по 1982 год. В 1982 году на его смену пришло шасси Volvo B10M.

## Эксплуатация
В Соединённом Королевстве Volvo B58 подлежал многим крупным операторам, включая Wallace Arnold и Park's of Hamilton с 1972 года. Многие Volvo B58 в Великобритании были построены в качестве автобусов. Один Volvo B58 был переделан в двухэтажный автобус с двухэтажным кузовом East Lancs для жителей Ноттингема.
В 1978 году в Стокгольме предприятие Greater Stockholm Transport Authority заказало 250 единиц B58.
До ноября 2009 года компания GO Wellington в Новой Зеландии эксплуатировала 68 троллейбусов на шасси Volvo B58.
В Бразилии Volvo B58E был произведён в Куритибе с 1979 по 1998 год. Он использовался в качестве городских и междугородних автобусов, включая троллейбусы, в таких городах, как Сан-Паулу, Куритиба, Порту-Алегри, Кампинас, Сорокаба и Белу-Оризонти. Кроме того, в 1992 году B58E был первым в Бразилии шасси, и первые 33 эксплуатировались в Куритибе в качестве экспресс-автобусов.
В Австралии B58 был популярен среди правительственных операторов ACTION, Metropolitan Transport Trust, Tasmania и State Transport Authority.
Шасси также присуще австралийским частным операторам. Forest Coach Lines приобрели 13 единиц в период с 1972 по 1984 год, Busways — 30 в период с 1978 по 1981 год, и корпорация Grenda — 18 в период с 1980 по 1983 год.